# HD 60489
HD 60489，又名BD+03 1723，SAO 115653、HR 2904，是一颗恒星，视星等为6.55，位于銀經215.46，銀緯10.88，其B1900.0坐标为赤經7h 29m 32.9s，赤緯+2° 10.88′ 37″。